# Superstrada
Una superstrada è una strada a scorrimento veloce, spesso con carreggiate separate per senso di marcia, riservata alla circolazione dei veicoli a motore e priva di incroci a raso e di attraversamenti urbani. Le caratteristiche tecniche delle superstrade variano di paese in paese e sono di norma inferiori a quelli delle autostrade. 

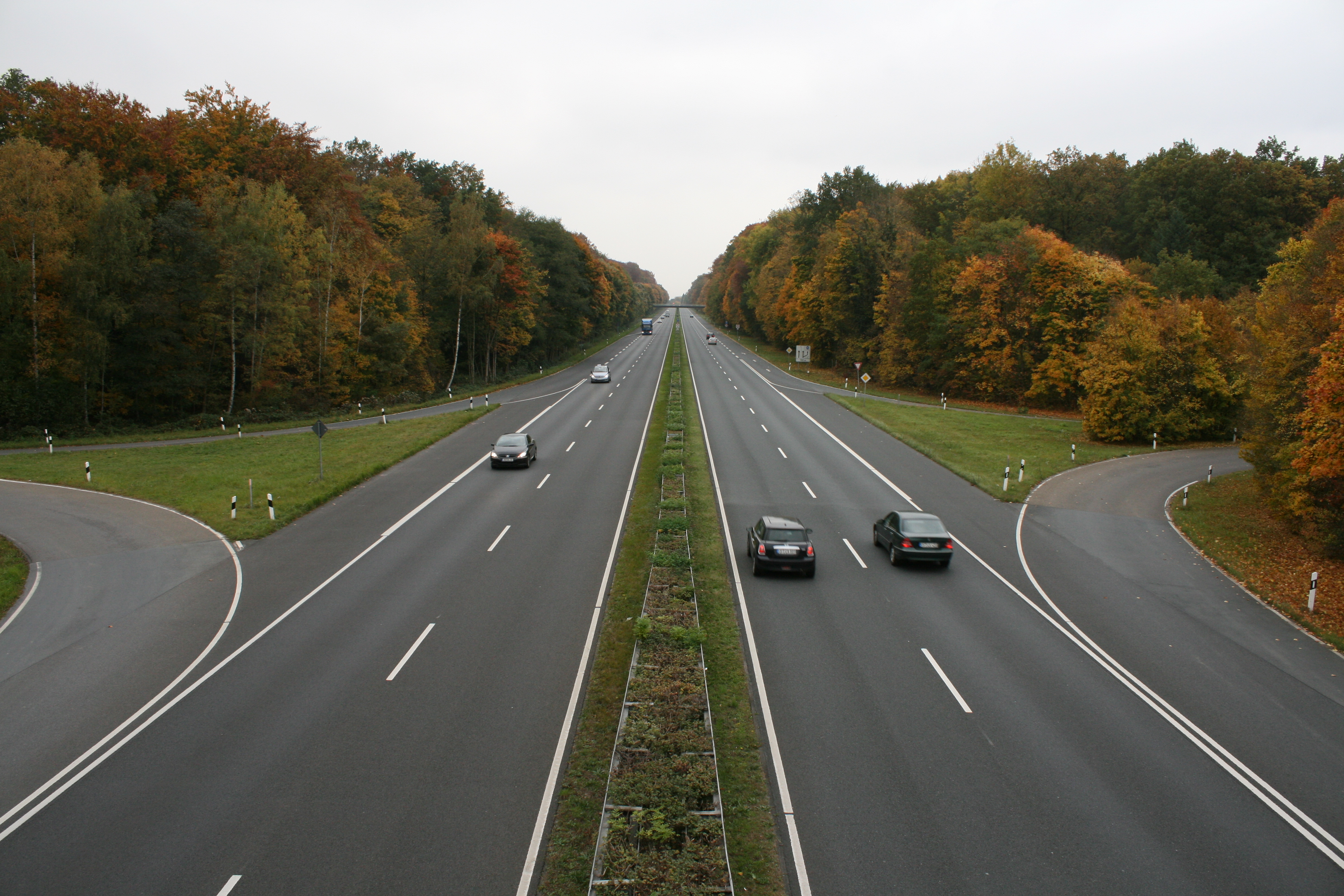
La Bundesstraße 3 a Francoforte sul meno

## Caratteristiche

### LaConvenzione di Vienna

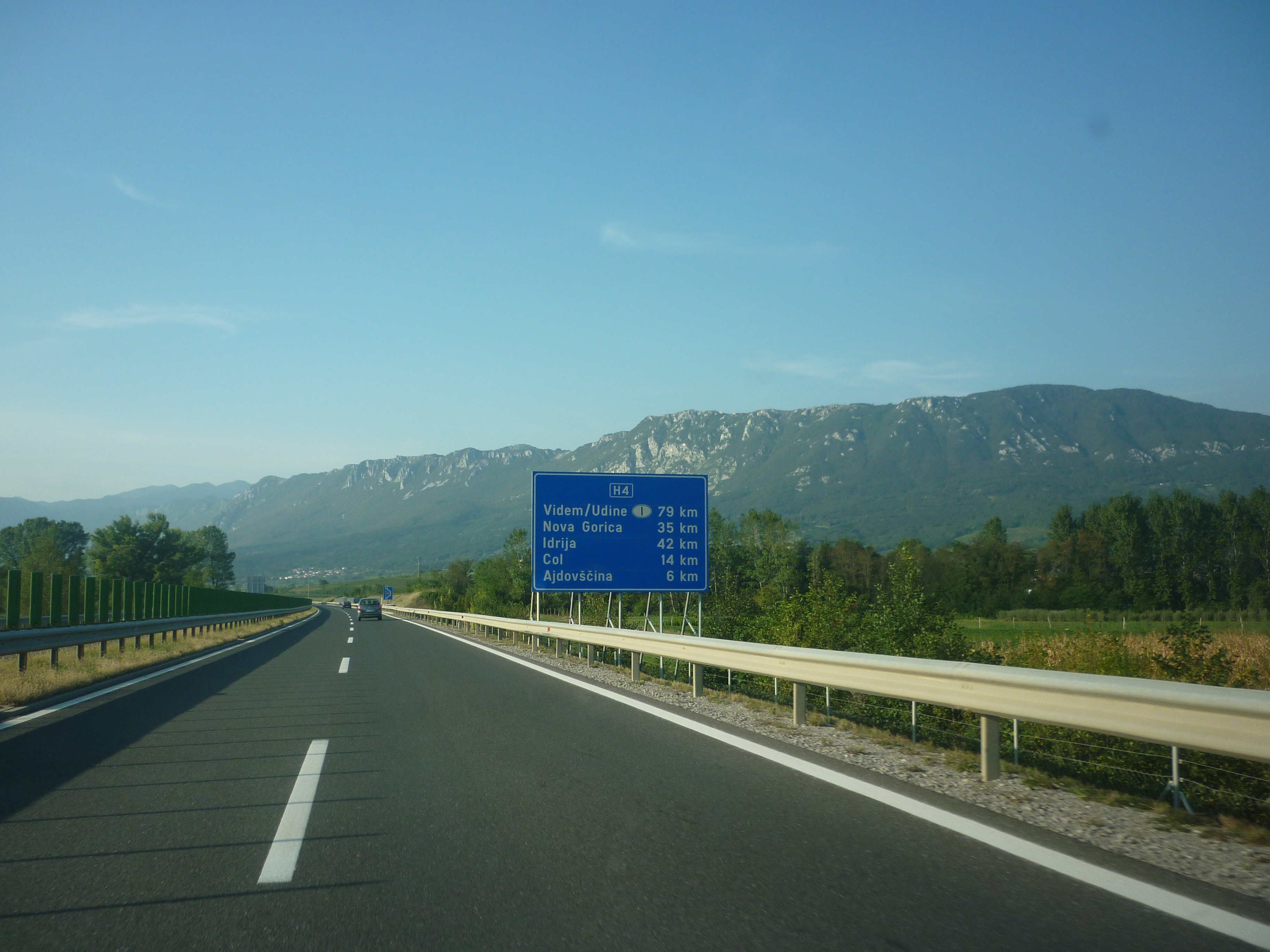
La superstrada H4 slovena

La Convenzione internazionale di Vienna sulla segnaletica stradale del 1968, ratificata da quasi tutti gli Stati del mondo, pur non avendo definito le superstrade esplicitamente, ha previsto il segnale stradale riservato alle autovetture (tale segnale è costituito dalla figura stilizzata di un'autovettura vista di fronte; il colore dello sfondo previsto dalla Convenzione può essere sia blu sia verde) il quale indica quelle strade, riservate alla circolazione automobilistica, dove le norme di circolazione sono le stesse di quelle di un'autostrada. Queste strade, per la Convenzione, non collegano le proprietà confinanti salvo deroghe esplicitate da pannelli integrativi.

### Tipologie costruttive
Le superstrade, in base ai livelli di traffico, ai costi di costruzione, al territorio, sono realizzate in diversi modi. Tuttavia essendo strade riservate alla circolazione dei mezzi a motore le intersezioni sono a livelli sfalsati (fanno eccezione alcuni casi delle 2+1). La corsia di emergenza non è sempre presente.

#### Superstrade 1+1 e 2+2
Le superstrade più comuni sono realizzate nella tipologia 1+1 e 2+2. Nel primo caso è prevista una sola carreggiata e una sola corsia per senso di marcia mentre la tipologia 2+2 prevede due corsie per senso di marcia separate o solo da un guard-rail o da una sezione più o meno ampia (1/3 metri).

#### Superstrade a tre corsie e 2+1

Superstrada a tre corsie con la corsia centrale promiscua

Superstrada a tre corsie con l'alternanza tra singola corsia e doppia corsia per ciascun senso di marcia

Oltre alle superstrade a carreggiata unica o a doppia carreggiata esistono altri tipi di superstrade. Quest'altra tipologia di superstrada prevede una carreggiata unica a doppio senso di marcia con 3 corsie, che può presentarsi in tre distinte soluzioni:
- tre corsie divise solo da linee discontinue, che consentono l'uso promiscuo della corsia centrale di sorpasso nei due sensi di marcia. Questa tipologia è stata subito abbandonata per la sua elevata pericolosità;
- tre corsie divise solo da linee discontinue dove l'utilizzo della corsia centrale è regolato dalla segnaletica luminosa (lanterne semaforiche per corsie reversibili): se è visualizzata una freccia verde la corsia è percorribile, mentre se è visualizzata una X rossa la corsia è utilizzabile solo nel senso di marcia opposto. In questo modo la corsia centrale viene utilizzata dinamicamente in base alle necessità;
- l'alternanza, realizzata con la sola segnaletica orizzontale (doppia linea continua), tra singola corsia e doppia corsia per ciascun senso di marcia;

Quest'ultima tipologia (2+1) è invece usata in Svezia (2+1-väg) e in Irlanda (Type 3 Dual Carriageways) ma con la separazione fisica dei sensi di marcia con barriere metalliche.

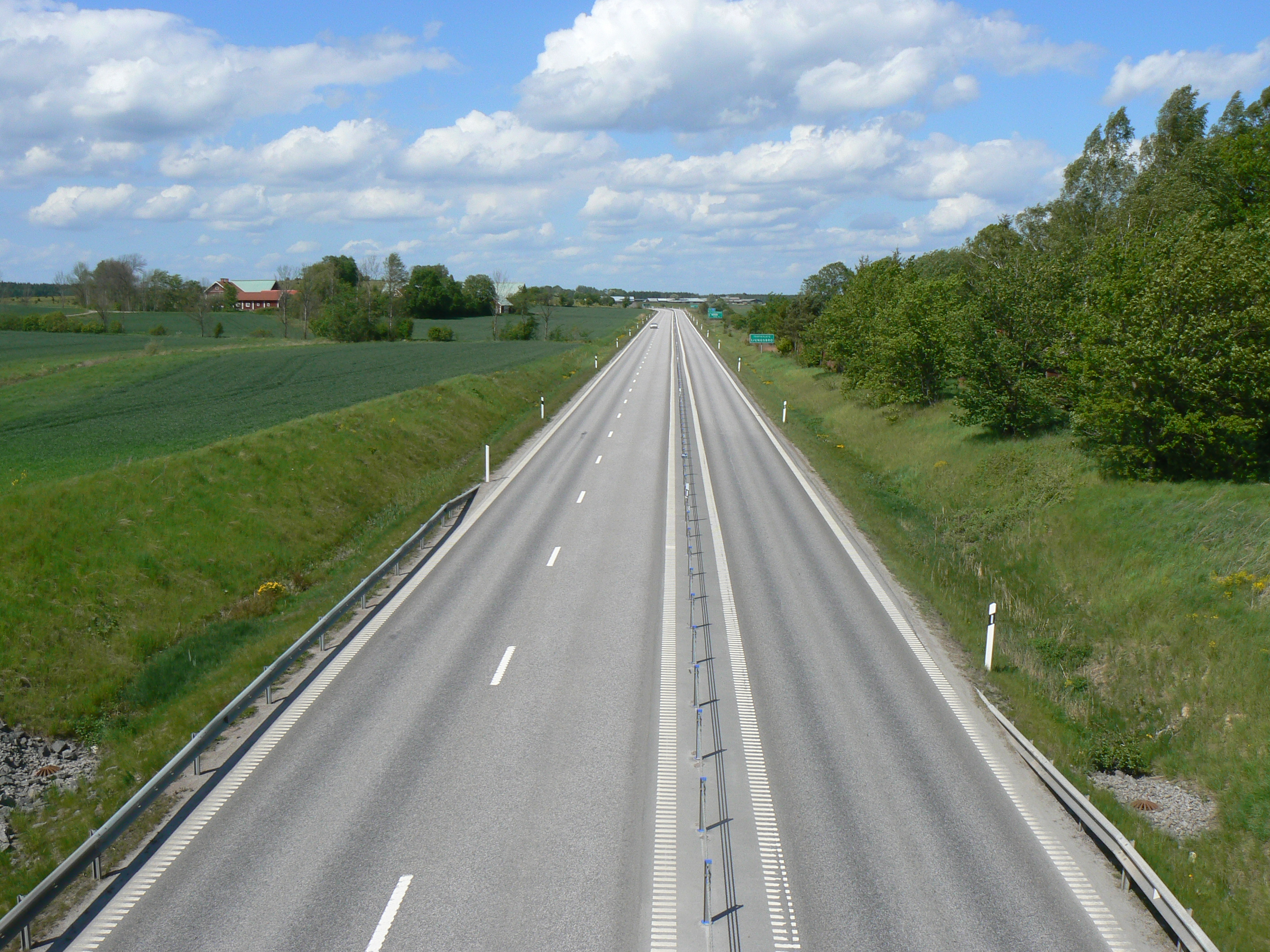
Superstrada svedese a due corsie più una (2+1) separate da guard-rail

La corsia di sorpasso si sviluppa, alternativamente per i sensi di marcia, per circa 2 km. La larghezza della sezione stradale delle 2+1 irlandesi è pari a 14 metri circa.
Le intersezioni sono in numero limitato e avvengono con svincoli su più livelli o, in rari casi, con rotatorie. Le 2+1 consentono di ottenere elevati livelli di sicurezza e elevati volumi di traffico (14.000 veicoli/giorno) ma con un notevole risparmio in particolare sulla riconversione e l'adeguamento di strade esistenti.
Rappresenta infatti una valida alternativa sia alla realizzazione di costose autostrade e superstrade 2+2 in presenza di volumi di traffico non elevati, che di pericolose strade a scorrimento veloce senza separazione fisica dei sensi di marcia (gli incidenti in Svezia sulle 2+1 sono inferiori del 55% circa rispetto a strade senza separazione fisica).
La Svezia (la quale ha per prima sviluppato questa tipologia di superstrada dal 1990) ha, al 2005, circa 1500 km di superstrade 2+1.

### Segnaletica e restrizioni al transito

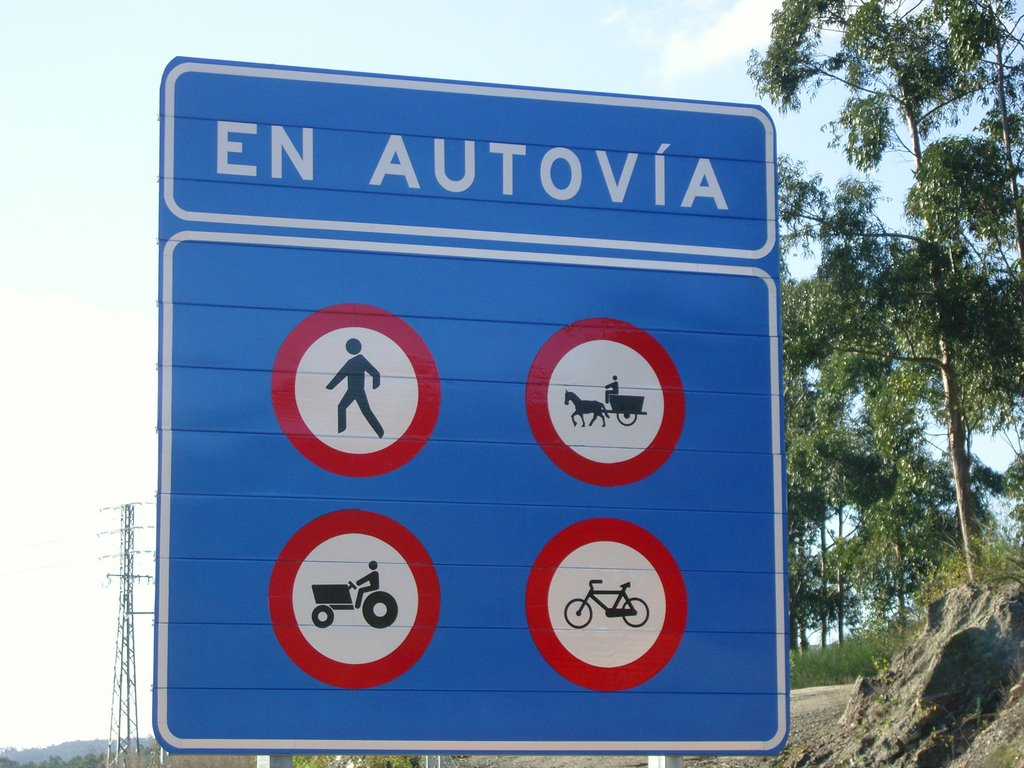
Segnale stradale posto negli accessi delle autovíe spagnole dove vengono elencate le categorie non ammesse alla circolazione superstradale

In alcuni paesi, la segnaletica posta lungo le superstrade ha il medesimo colore di quella autostradale (come in Svizzera e in Finlandia), in altri ha il colore della segnaletica delle strade a viabilità ordinaria (come in Italia o in Francia). Come per le autostrade, anche sugli accessi alle superstrade europee sono predisposti segnali di inizio (e di fine, all'uscita) che riassumono e sottintendono i divieti e le norme di comportamento previsti su tali strade dalle leggi nazionali in materia di circolazione. In tutti gli stati europei (l'Italia e la Spagna prevedono un'ulteriore tipologia di superstrada come spiegato nei paragrafi successivi) tale segnale è costituito dalla figura stilizzata di un'autovettura vista di fronte, con alcuni dettagli che variano in base al paese come pure il colore di sfondo.
Questo segnale sottintende che la circolazione è riservata esclusivamente ai veicoli a motore. In base alle normative nazionali può sottintendere anche che devono essere rispettate le norme di circolazione autostradale (divieto di inversione a U, ecc.).

### Schema riassuntivo europeo
Le normative in vigore nella maggior parte dei paesi europei prevedono una classificazione precisa per le strade che presentano caratteristiche di tipo autostradale pur non essendo classificate autostrade.
Le caratteristiche tecniche obbligatorie che una strada deve avere per poter rientrare in una determinata classe, variano da paese a paese, come pure la presenza di barriere per la riscossione del pedaggio o l'obbligo di acquisto di un bollino per potervi transitare.
Queste strade sono, in tutti i paesi europei, di categoria inferiore solo alle autostrade.
Negli USA le strade a carreggiata doppia senza incroci a raso sono definite (dal Manual on Uniform Traffic Control Devices) freeway mentre le strade a due carreggiate ma con un controllo parziale degli accessi sono definite expressway.
La seguente tabella riporta la situazione in 16 stati europei.
| SUPERSTRADE IN EUROPA |                   |                                      |                            | |                                                  |
| Paese                 | Segnale di inizio | Limite di velocità km/h              | Pedaggio                   | Denominazione ufficiale secondo le normative nazionali | Doppia carreggiata obbligatoria per le normative |
| Austria               | oppure            | 100/130                              | SI (vignetta)              | Il codice della strada austriaco non include le superstrade (Schnellstraßen) che vengono quindi identificate come Autostraßen o Autobahnen. La doppia carreggiata non è obbligatoria per le prime ma entrambe hanno le intersezioni a livelli sfalsati. Sono identificate dalla sigla S e vengono distinte dalle normali autostrade identificate con la sigla A. | NO/SI                                            |
| Danimarca             |                   | 90                                   | NO                         | Motortrafikvej | NO                                               |
| Finlandia             |                   | 100                                  | NO                         | Moottoriliikennetie | NO                                               |
| Francia               |                   | 110                                  | NO                         | Il segnale di strada riservata ai veicoli a motore non identifica un tipo di strada dal punto di vista delle caratteristiche tecniche. Pertanto può essere installato sia in strade a una carreggiata, sia in strade a due carreggiate, sia in strade senza intersezioni a raso, sia in strade con intersezioni a raso. Il segnale sottintende anche che la velocità massima ammessa, salvo diversa segnalazione, è pari a 110 km/h Vengono definite dal Codice della Strada route express quelle strade accessibili in determinati punti e che possono (ma non sono obbligatorie) avere restrizioni al transito. | NO                                               |
| Germania              |                   | 100/∞                                | NO                         | Il segnale di strada riservata ai veicoli a motore (Kraftfahrstraße) non identifica un tipo di strada dal punto di vista delle caratteristiche tecniche. Pertanto può essere installato sia in strade a una carreggiata, sia a strade a due carreggiate, sia in strade senza intersezioni a raso, sia in strade con intersezioni a raso. Le parole Schnellstraße e Schnellverkehrsstraße sono sinonimi e sono termini colloquiali per indicare una generica strada a scorrimento veloce. Le strade extraurbane a carreggiata doppia con almeno due corsie per senso di marcia sono chiamate colloquialmente autostrade gialle, in tedesco Gelbe Autobahn (per il colore usato nella segnaletica), o strade simili alle autostrade, in tedesco autobahnähnliche Straße. Le autostrade gialle possono anche non avere alcuna restrizione al transito. | NO                                               |
| Italia                |                   | 110                                  | NO                         | Strada extraurbana principale (cat. B) valgono le stesse restrizioni al transito delle autostrade | SI                                               |
| Italia                |                   | 90                                   | NO                         | Il segnale di strada riservata ai veicoli a motore non identifica un tipo di strada dal punto di vista delle caratteristiche tecniche. Pertanto può essere installato sia in strade a una carreggiata, sia a strade a due carreggiate, sia in strade senza intersezioni a raso, sia in strade con intersezioni a raso. Il segnale prescrive di rispettare le stesse norme di circolazione valide per le autostrade. Le strade a due carreggiate diverse dalle autostrade e dalle strade extraurbane principali così come le strade a una carreggiata ma senza intersezioni a raso possono avere restrizioni al transito ma non sono obbligatorie. | NO                                               |
| Norvegia              |                   | 90                                   | NO                         | Motortrafikkvei | NO                                               |
| Paesi Bassi           |                   | 100                                  | NO                         | Autoweg | NO                                               |
| Polonia               |                   | 100/120                              | NO                         | Droga Ekspresowa | NO                                               |
| Regno Unito           |                   | 60 mph (97 km/h) / 70 mph (113 km/h) | NO                         | Special road | NO                                               |
| Repubblica Ceca       |                   | 130                                  | SI (vignetta)              | Silnice pro motorová vozidla (già Rychlostní silnice) | SI                                               |
| Slovacchia            |                   | 130                                  | SI (vignetta)              | Rýchlostná cesta/Cesta pre motorové vozidlá | SI                                               |
| Slovenia              |                   | 110                                  | SI (vignetta)              | Hitra cesta | SI                                               |
| Spagna                |                   | 120                                  | NO                         | Autovía | SI                                               |
| Spagna                |                   | 90                                   | NO                         | Vía para automóviles (già Vía Rapida) | NO                                               |
| Svezia                |                   | 90                                   | NO                         | Motortrafikled | NO                                               |
| Svizzera              |                   | 100                                  | Generalmente sì (vignetta) | Semiautostrada, (FR) semi-autoroute, (DE) Autostrasse | NO                                               |

## Superstrade in Italia

### Classificazione tecnica e segnaletica

#### Strade a due carreggiate
In Italia una strada a due carreggiate ed almeno due corsie per senso di marcia non già classificata come autostrada è spesso chiamata superstrada, ma questo nome non è inserito in alcuna normativa ufficiale emanata dallo Stato italiano.
Il codice della strada classifica le strade a due carreggiate in tre diverse categorie:

Segnale di inizio strada extraurbana principale

Segnale posto agli ingressi della superstrada FI-PI-LI di tipo C. Le restrizioni al transito sono le medesime di quelle delle strade di tipo B

- le strade classificate come tipo B (ossia strada extraurbana principale). Per ottenere questa qualifica, un percorso stradale deve soddisfare alcuni requisiti in merito alla distanza dei fabbricati dalla sede stradale, agli accessi dei veicoli (intersezioni a livelli sfalsati), alla presenza di due carreggiate e di due corsie per senso di marcia, alle protezioni di sicurezza e alla segnaletica stradale.
Rispetto alle autostrade, strade di questo tipo presentano alcune differenze di tipo tecnico (ad esempio la larghezza minima della sezione stradale ma non delle corsie di marcia), il colore della segnaletica (sfondo blu anziché verde), il limite di velocità per le autovetture e i motocicli (110 km/h), i raggi di curvatura, la presenza della corsia di emergenza, la presenza delle colonnine SOS. Per il transito su strade extraurbane principali, a differenza delle autostrade, solitamente non è presente il pagamento di pedaggio, a eccezione della Superstrada Pedemontana Veneta. Lungo le strade extraurbane principali valgono le stesse restrizioni al transito valide lungo le autostrade. Secondo il codice della strada della Repubblica Italiana la segnaletica verticale posta sulle superstrade è a fondo blu, come tutte le ordinarie strade extraurbane, al fine di differenziare questa famiglia di infrastrutture dalle autostrade, la cui segnaletica è invece a fondo verde. Il segnale di inizio di una strada extraurbana principale è il disegno stilizzato di un cavalcavia che sovrappassa una strada (esattamente lo stesso simbolo, a meno del colore di fondo, usato per identificare una autostrada). Il segnale è integrato con un pannello che riporta i divieti di circolazione per le categorie di veicoli non ammessi al transito su questo tipo di strada se installato qualche centinaio di metri prima dell'inizio della superstrada in funzione di preavviso[13];

Segnale di inizio strada riservata ai veicoli a motore

- le strade classificate come tipo C (ossia strada extraurbana secondaria).Segnale posto agli ingressi della superstrada FI-PI-LI di tipo C. Le restrizioni al transito sono le medesime di quelle delle strade di tipo BSegnale di inizio strada riservata ai veicoli a motore Sono strade di tipo C tutte le strade extraurbane non classificate né come autostrade né come di tipo B. Le strade di tipo C definite talvolta come superstrade sono quelle strade extraurbane secondarie a due carreggiate a due corsie per senso di marcia che non rispettano i requisiti tecnici-costruttivi delle strade di tipo B. Queste strade di tipo C a due carreggiate possono (non sono obbligatorie, al contrario delle strade di tipo B, poiché il codice della strada non prevede obbligatoriamente per le strade di tipo C restrizioni) avere le stesse restrizioni al transito delle strade di tipo B, alcune restrizioni al transito (generalmente viene usato il segnale di strada riservata ai veicoli a motore che sottintende il divieto di transito per i veicoli non motorizzati e per i pedoni ma non sottintende limiti minimi di potenza dei veicoli) o nessuna restrizione al transito (permettendo quindi l'accesso ai veicoli a trazione animale, alle biciclette, ecc.). La velocità massima ammessa, salvo diversa segnalazione ma non superiore, è pari a 90 km/h. Le attuali norme non prevedono la possibilità di progettare e realizzare strade extraurbane a due carreggiate diverse dalle strade di tipo B. Le attuali infatti risalgono a quando era in vigore la precedente norma CNR 78/80 che classificava queste strade come strade a sezione III[14];
- le strade classificate come tipo D (ossia strada urbana di scorrimento). Sono strade a carreggiate indipendenti o separate da spartitraffico, ciascuna con almeno due corsie di marcia. Le strade di tipo D hanno la banchina pavimentata a destra, possono avere una eventuale corsia riservata ai mezzi pubblici e le intersezioni sono a raso semaforizzate. Queste strade difficilmente possono essere definite come superstrade perché le intersezioni sono a raso seppur semaforizzate, la velocità massima ammessa, salvo diversa segnalazione ma non superiore, è pari a 70 km/h e soprattutto perché si sviluppano in aree urbane. Tuttavia possono (non sono obbligatorie, al contrario delle strade di tipo B, poiché il codice della strada non prevede obbligatoriamente per le strade di tipo D restrizioni) esserci restrizioni al transito (generalmente viene usato il segnale, come nelle strade di tipo C, di strada riservata ai veicoli a motore che sottintende il divieto di transito per i veicoli non motorizzati e per i pedoni ma non sottintende limiti minimi di potenza dei veicoli) come non avere nessuna restrizione al transito (permettendo quindi l'accesso ai veicoli a trazione animale, alle biciclette, ecc.).

#### Strade a una carreggiata
Superstrade 1+1 (strade a scorrimento veloce o SSV)

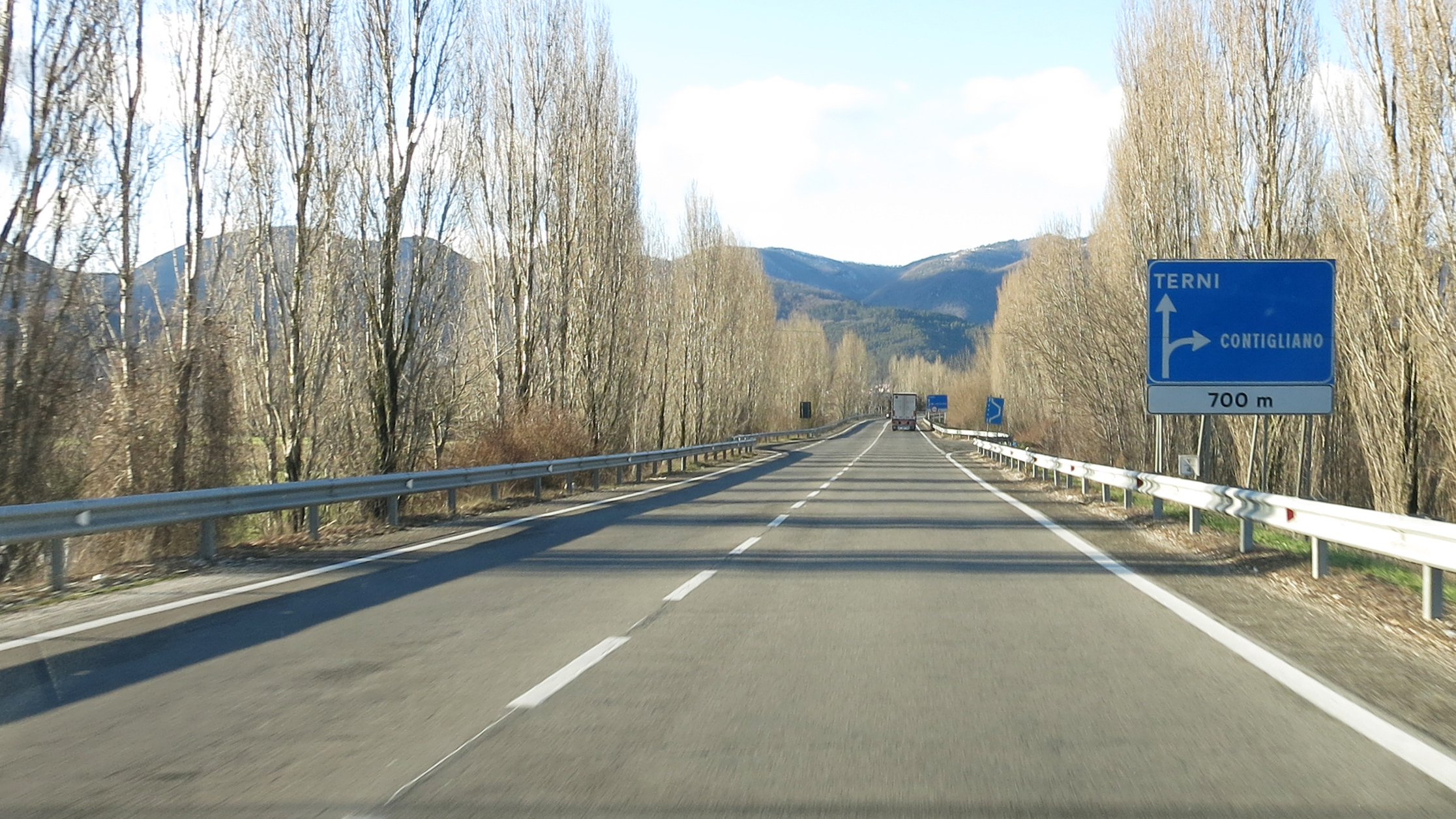
La strada a scorrimento veloce Rieti-Terni (SS79)

Tra la viabilità pensata prevalentemente per i mezzi a motore, in Italia sono presenti inoltre strade a una sola carreggiata, dotate di una corsia per senso di marcia, ma perlopiù senza intersezioni a raso. Questo genere di strade sono spesso chiamate strada a scorrimento veloce (SSV), un nome che si ritrova spesso nei documenti tecnici-amministrativi, ma che non è presente nel codice della strada né in altre leggi ufficiali emanate dallo stato italiano.
Queste strade sono state realizzate prevalentemente nelle aree interne del centro-sud d'Italia, spesso dalla Cassa per il Mezzogiorno, per migliorare l'accessibilità di zone dove la costruzione di una superstrada a doppia carreggiata sarebbe stata troppo onerosa e/o sovrabbondante rispetto ai volumi di traffico; un livello intermedio tra la viabilità ordinaria e quella autostradale, che consentisse di contenere i costi, ma di garantire sufficienti prestazioni e che non precludesse un futuro raddoppio.
Fino agli anni settanta queste strade non possedevano una specifica classificazione tecnica e giuridica, ed erano inquadrate nella viabilità ordinaria sebbene realizzate per velocità elevate; nel 1980 la norma CNR 78/80 le classificò, dal punto di vista tecnico, come tipo IV e tipo V. Dal 2001 queste strade sono classificate come extraurbane secondarie (tipo C), che si dividono ulteriormente in C1 (a traffico sostenuto) e C2 (a traffico limitato). La larghezza prevista per la sezione stradale è di 10,50 metri per le C1 (corsie di 3,75 m e banchine di 1,50 m) e di 9,50 metri per le C2 (corsie di 3,50 m e banchine di 1,25 m), senza spartitraffico centrale. La velocità di progetto deve essere compresa tra 60 e 100 km/h, ma comunque il limite di velocità imposto agli utenti non è mai superiore ai 90 km/h. La sosta è consentita solo nelle piazzole ma, a differenza del tipo B, in queste strade possono esistere accessi laterali dalle proprietà private che fiancheggiano la strada e le intersezioni con le strade di importanza pari o minore (tipi C, E, F) possono essere realizzate anche da incroci a raso e rotatorie (sebbene generalmente si cerchi di non ricorrervi, o di ricorrervi solo in pochi casi).
Le SSV possono avere o non avere restrizioni al transito: in alcuni casi viene permesso l'accesso anche ai pedoni, alle biciclette, ai veicoli a trazione animale, ecc., mentre in altri casi no (generalmente in quest'ultimo caso viene usato il segnale di strada riservata ai veicoli a motore, che sottintende il divieto di transito per i veicoli non motorizzati e per i pedoni, ma non sottintende limiti minimi di potenza dei veicoli).
Superstrade a tre corsie e 2+1

Una strada statale laziale (probabilmente la Via Aurelia) in conformazione di superstrada 2+1, ripresa in un film del 1964

Va inoltre menzionato che, in passato, la normativa italiana prevedeva anche strade a una sola carreggiata dotate di tre corsie: una per direzione dedicata alla marcia, più una centrale dedicata al sorpasso (ad uso promiscuo oppure alternato tra le due direzioni); gli incroci potevano essere sia a raso che a livelli sfalsati. Questa tipologia stradale fu utilizzata tra gli anni cinquanta e sessanta per costruire varie arterie di livello intermedio tra la viabilità ordinaria e le dorsali nazionali, tra cui diverse varianti di strade statali (Aurelia, Flaminia, Salaria, ecc.) e persino un'autostrada (l'A6 Torino-Savona). Con il tempo, tuttavia, la corsia centrale si rivelò piuttosto pericolosa (ad essa vennero addebitati numerosi scontri frontali tra veicoli viaggianti in direzioni opposte), così nel decennio successivo questa tipologia fu progressivamente abbandonata, finché all'inizio degli anni ottanta la corsia centrale fu rimossa anche dalle strade realizzate in precedenza.

### Classificazione amministrativa

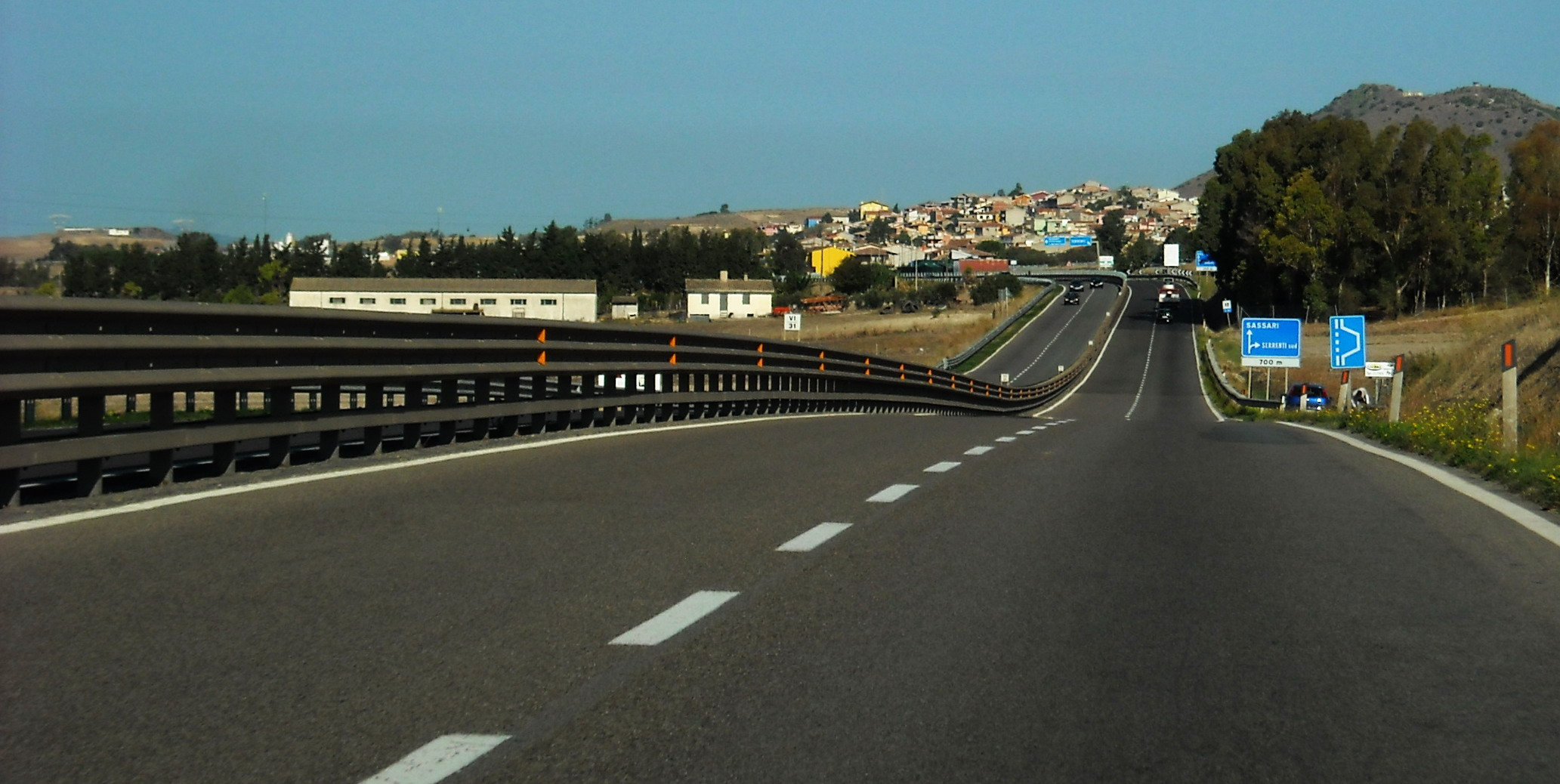
La SS 131, la principale arteria sarda

Le strade extraurbane principali e le strade extraurbane secondarie non seguono una nomenclatura specifica. Infatti possono essere denominate come strade statali, strade regionali o strade provinciali.
Pertanto alcune strade statali, regionali o provinciali possono avere tratti classificati tecnicamente come strade extraurbane principali (strada di tipo B) altri come strade extraurbane secondarie (strada di tipo C) altri ancora come strade urbane (strade di tipo D ed E).
Le strade urbane di scorrimento sono strade comunali, cioè gestite dal comune che le nomina assegnandogli un nome proprio, di persona, di luoghi geografici, ecc. (ad esempio via Adige).
Se la strada urbana di scorrimento di un centro abitato con popolazione inferiore ai 10 000 abitanti è parte di un itinerario di una strada statale, regionale o provinciale è di competenza rispettivamente dello Stato (tramite l'ANAS), della regione o della provincia.

### Altre classificazioni (SGC e RA)
- In Italia alcune strade di importanza nazionale vengono chiamate strade di grande comunicazione (SGC), un'espressione coniata dal Touring Club Italiano e impiegata nelle sue cartografie e nelle sue pubblicazioni sin dagli anni venti[21]. La legge n. 126 del 12 febbraio 1958 così come modificata dalla legge n. 167 del 9 aprile 1971 classificava le strade statali o come statali di grande comunicazione o come statali ordinarie[22]. Per la legge n. 531 del 12 agosto 1982 (GU n. 223 del 14/08/1982) le strade di grande comunicazione erano le autostrade, i trafori alpini, i raccordi autostradali, le strade che congiungono la rete viaria principale con gli stati confinanti, le strade che costituiscono le grandi direttrici del traffico nazionale (comprese la Sicilia e la Sardegna), le strade che costituiscono i principali collegamenti interregionali e le strade di collegamento con i porti di prima categoria e gli aeroporti più importanti[23]. Un esempio di SGC è la Firenze-Pisa-Livorno o la SGC Jonio-Tirreno, oggi Strada statale 682 Jonio-Tirreno.
- Altre superstrade (per esempio la SS 77 o la SS 613) erano in passato classificate come raccordi autostradali (RA) prima che modifiche alle normative (innalzamento dei requisiti di una strada per poter essere classificata autostrada) oppure semplici atti burocratici li declassassero. Esistono al 2018 inoltre 16 strade tuttora identificate dalla sigla RA.

La sigla SGC non viene usata per identificare le strade (come avviene per le sigle A, SS, SR, SP) ma viene usata nei documenti di indirizzo dello Stato ad esempio per i finanziamenti. La sigla RA viene invece usata per identificare 17 strade ed è l'unico caso in cui una strada non è identificata dalla sigla amministrativa (SS, SR, SP) o tecnica nel caso delle autostrade (A).